# Титаренко, Степан Иванович
Степан Иванович Титаренко (25 декабря 1910 — 15 декабря 1943) — командир 233-го гвардейского стрелкового полка 81-й гвардейской Красноградской стрелковой дивизии 25-го гвардейского стрелкового корпуса 7-й гвардейской армии Степного фронта, гвардии майор. Герой Советского Союза.

## Биография
Родился 25 декабря 1910 года в селе Большая Каменка ныне Ровеньковского горсовета Луганской области Украины. Работал на шахте.
В Красной Армии с 1932 года. Воевал на Юго-Западном, Воронежском, Степном фронтах. Принимал участие в обороне Сталинграда и последующей Сталинградской наступательной операции.
В ночь на 25 сентября полк под командованием Титаренко одним из первых в армии на подручных средствах форсировал Днепр в районе села Бородаевка Верхнеднепровский район Днепропетровской области и захватил плацдарм. 26 октября 1943 года за успешное форсирование реки Днепр, прочное закрепление и расширение плацдарма на западном берегу и проявленные при этом отвагу и геройство гвардии майору Титаренко Степану Ивановичу присвоено звание Героя Советского Союза с вручением ордена Ленина 15802 и медали «Золотая Звезда».
Погиб 15 декабря 1943 года в бою при освобождении села Новая Прага.